# Clavering Ø
Clavering Ø – niezamieszkana wyspa u wschodnich wybrzeży Grenlandii położona na Morzu Grenlandzkim. Powierzchnia wyspy wynosi 1534,6 km², a długość jej linii brzegowej to 165,4 km.